# Bidens radiata
Bident radié
Espèce
Le Bident radié (Bidens radiata) est une espèce de plantes à fleurs de la famille des Astéracées.
Ce sont des plantes annuelles.